# Accord militaire américano-colombien
L'Accord militaire américano-colombien est un traité militaire signé par les États-Unis et la Colombie le 30 octobre 2009. Controversé en Amérique du Sud, il permet à l'armée des États-Unis d'utiliser au moins sept bases militaires situées sur le territoire colombien dans le cadre d'opérations de lutte contre les trafics de drogues et les guérillas. En vigueur pendant dix ans, son contenu est secret.

## Histoire
Cet accord est devenu de notoriété publique en juillet 2009. 
Une entente similaire avec l'Équateur prenait fin en octobre 2009. Les États-Unis ont « obtenu » un autre espace où déployer leurs forces militaires.